# Gerichtsamt Meerane
Das Schönburgische Gerichtsamt Meerane war 1865 bis 1878 ein Gericht der ordentlichen Gerichtsbarkeit für die fünf Schönburgischen Rezessherrschaften mit Sitz in Meerane.

## Geschichte
Die Schönburgischen Rezessherrschaften waren bis 1740 reichsunmittelbar. Nach dem Rezess vom 4. Mai 1740, in welchem die Schönburger die Landeshoheit des sächsischen Herrscherhauses der Wettiner über ihre Territorien anerkannten, wurden die fünf reichsunmittelbaren Herrschaften Waldenburg, Glauchau (Forder- und Hinter-Anteil), Lichtenstein, Hartenstein (niedere Grafschaft) und Stein als Rezessherrschaften bezeichnet. Sie behielten bis 1878 eine rechtliche Sonderstellung und waren in Bezug auf Verwaltung und Rechtsprechung nicht in das System staatlicher Gerichte im Königreich Sachsen eingebunden. Auch die Aufhebung der Patrimonialgerichtsbarkeit nach der Märzrevolution 1848 änderte nichts an diesem Status.
Ursprünglich war die Rechtsprechung in den Schönburgischen Rezessherrschaften in Justizämtern organisiert. Zum 1. Juni 1865 passte das Haus Schönburg seine Gerichtsorganisation dem sächsischen Beispiel an und bündelte die Rechtsprechung im Fürstlichen und Gräflichen Schönburgischen Bezirksgericht Glauchau. Diesem waren Gerichtsämter nachgeordnet, darunter das Gerichtsamt Meerane. Der Gerichtssprengel umfasste die Stadt Meerane und die Dörfer Cauritz (anteilig), Crotenlaide, Dennheritz (anteilig), Dittrich, Götzenthal, Oberschindmaas, Pfaffroda, Schönberg, Seiferitz (anteilig), Waldsachsen  (anteilig) sowie die bisher beim Justizamt Hinterglauchau lehnbaren Merlacher Grundstücke sowie ein zur Herrschaft Hinterglauchau gehörendes, in der Kötheler Flur gelegenes Grundstück.
Zum 14. November 1878 trat das Haus Schönburg seine Jurisdiktion an den Staat ab. Das Bezirksgericht und die Gerichtsämter wurden nun kurzzeitig als staatliche Gerichte geführt. Hierbei wurde der Gerichtsbezirk (nun nach rein geografischen Kriterien) angepasst. Das Gerichtsamt Remse wurde aufgelöst und ein Teil seines Sprengels dem Gerichtsamt Meerane zugeordnet. Der Gerichtsbezirk bestand nun aus der Stadt Meerane und die Dörfer Breitenbach (vom Gerichtsamt Remse), Cauritz (anteilig), Crotenlaide, Dennheritz (nun vollständig; der königliche Anteil kam vom Gerichtsamt Crimmitschau), Dittrich, Götzenthal, Oberdorf  (vom Gerichtsamt Remse), Oberschindmaas, Pfaffroda, Schönberg, Seiferitz (nun vollständig; der königliche Anteil kam vom Gerichtsamt Remse), Waldsachsen (nun vollständig; der königliche Anteil kam vom Gerichtsamt Remse), Wünschendorf (vom Gerichtsamt Remse) und Tettau (vom Gerichtsamt Remse).
1879 wurden das Gerichtsamt Meerane im Rahmen der Reichsjustizgesetze aufgehoben und durch das Amtsgericht Meerane ersetzt.